# 衡四
衡四（半人马座χ，χ Cen）是半人马座的一颗蓝-白B型主序矮星，平均视星等为+4.36，距离地球约446光年。
它是一颗仙王β型变星，在50.40分钟的周期内，星等波动0.02个星等。